# New Haven (Kentucky)
New Haven es una ciudad ubicada en el condado de Nelson en el estado estadounidense de Kentucky. En el Censo de 2010 tenía una población de 855 habitantes y una densidad poblacional de 559,52 personas por km².

## Geografía
New Haven se encuentra ubicada en las coordenadas 37°39′33″N 85°35′21″O / 37.65917, -85.58917. Según la Oficina del Censo de los Estados Unidos, New Haven tiene una superficie total de 1.53 km², de la cual 1.51 km² corresponden a tierra firme y (1.36%) 0.02 km² es agua.

## Demografía
Según el censo de 2010, había 855 personas residiendo en New Haven. La densidad de población era de 559,52 hab./km². De los 855 habitantes, New Haven estaba compuesto por el 97.31% blancos, el 0.12% eran afroamericanos, el 0% eran amerindios, el 0% eran asiáticos, el 0% eran isleños del Pacífico, el 0.7% eran de otras razas y el 1.87% pertenecían a dos o más razas. Del total de la población el 0.7% eran hispanos o latinos de cualquier raza.